# Thomas Pègues
Thomas Pègues, nascido em 2 de agosto de 1886 em Marcillac-Vallon em Aveyron e morreu em 28 de abril de 1936 em Dax nas Landes, foi um ensaísta e religioso católico dominicano francês.

## Biografia
Ele nasceu em 2 de agosto de 1866 em Marcillac sob o nome de Auguste Henri Pègues, filho de Jean Louis Pègues e Julie Durand. Posteriormente, ele adotará o primeiro nome de Thomas.
Ele dedicou um dicionário à Summa Theologica de São Tomás de Aquino e foi professor de teologia na Pontifícia Universidade de Santo Tomás de Aquino (o Angelicum) de 1909 a 1921.

## Obras
- Commentaire français littéral de la « Somme théologique » de Saint Thomas d'Aquin : les passions et les habitus, Éditeur E. Privat, 1926
- Aperçus de philosophie thomiste et de propédeutique : précédés d'une lettre de Monseigneur Rivière, Archevêque d'Aix, Éditeur A. Blot, 1927
- Initiation thomiste, E. Privat, 1925
- Dictionnaire de la Somme théologique de Saint Thomas d’Aquin et commentaire français littéral, O.P, Tequi, 1935
- Saint Thomas d'Aquin et la guerre, Éditions Pierre Téqui, 1916
- Jésus-Christ dans l'évangile, Volume 1, Éditeur Lethielleux, 1899

Em inglês
- Catechism of the Summa Theologica of Saint Thomas Aquinas: For the Use of the Faithful, trad. Ælred Whitacre, Londres : Burns, Oates and Washbourne, 1922.